# Teleskop

Reflektorteleskop, även kallat Newtonteleskop.

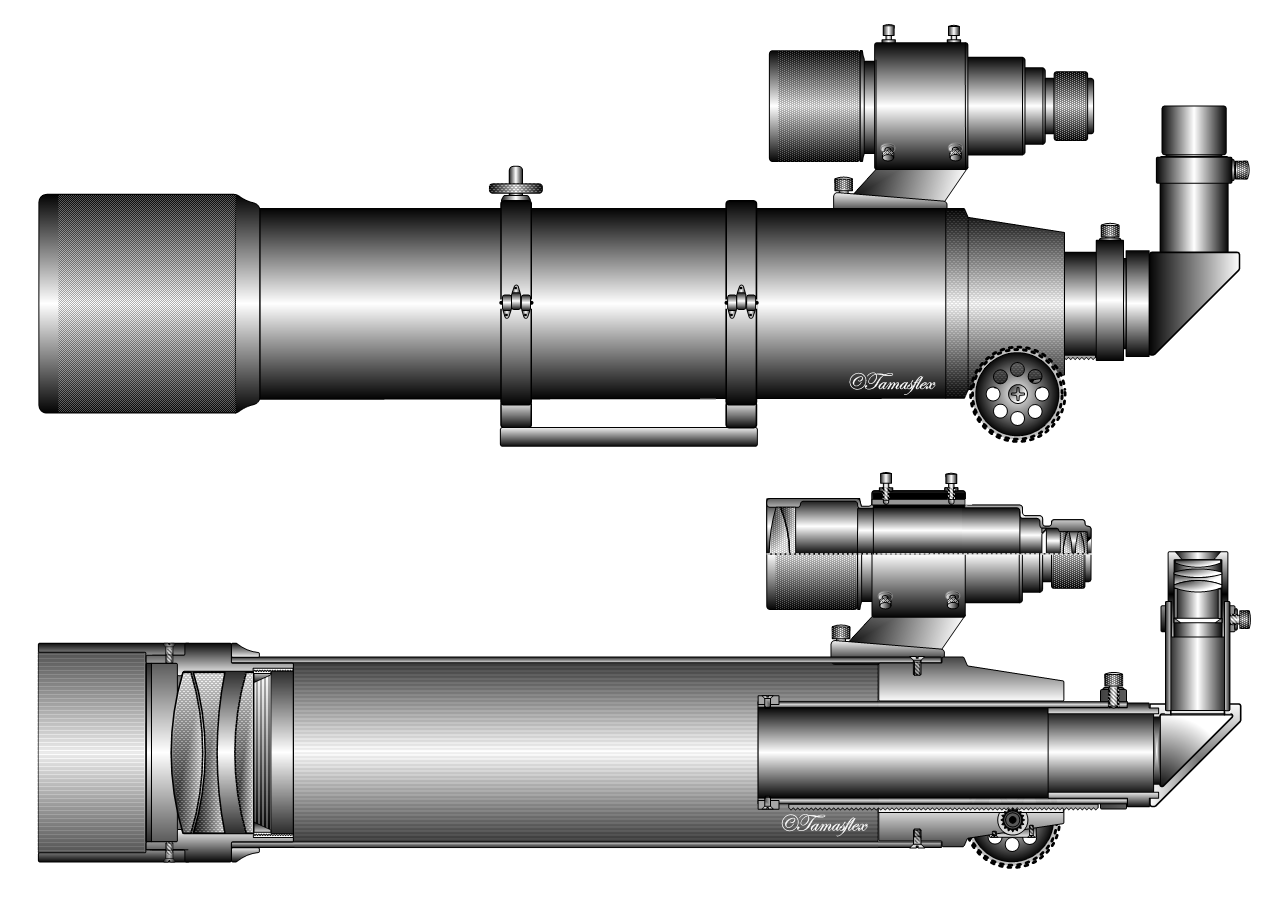
Optiskt refraktorteleskop.

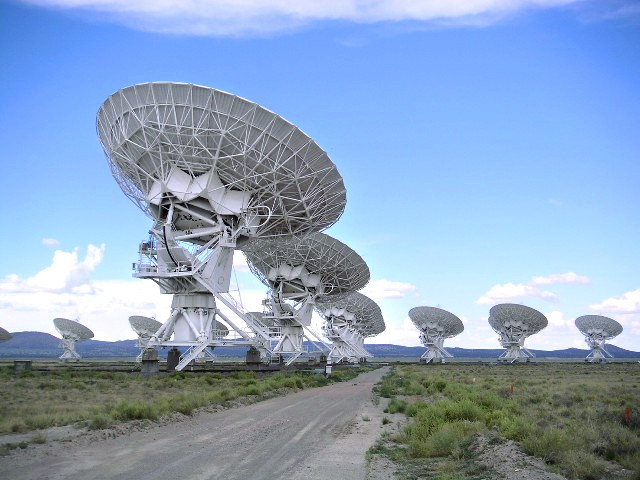
Radioteleskop.

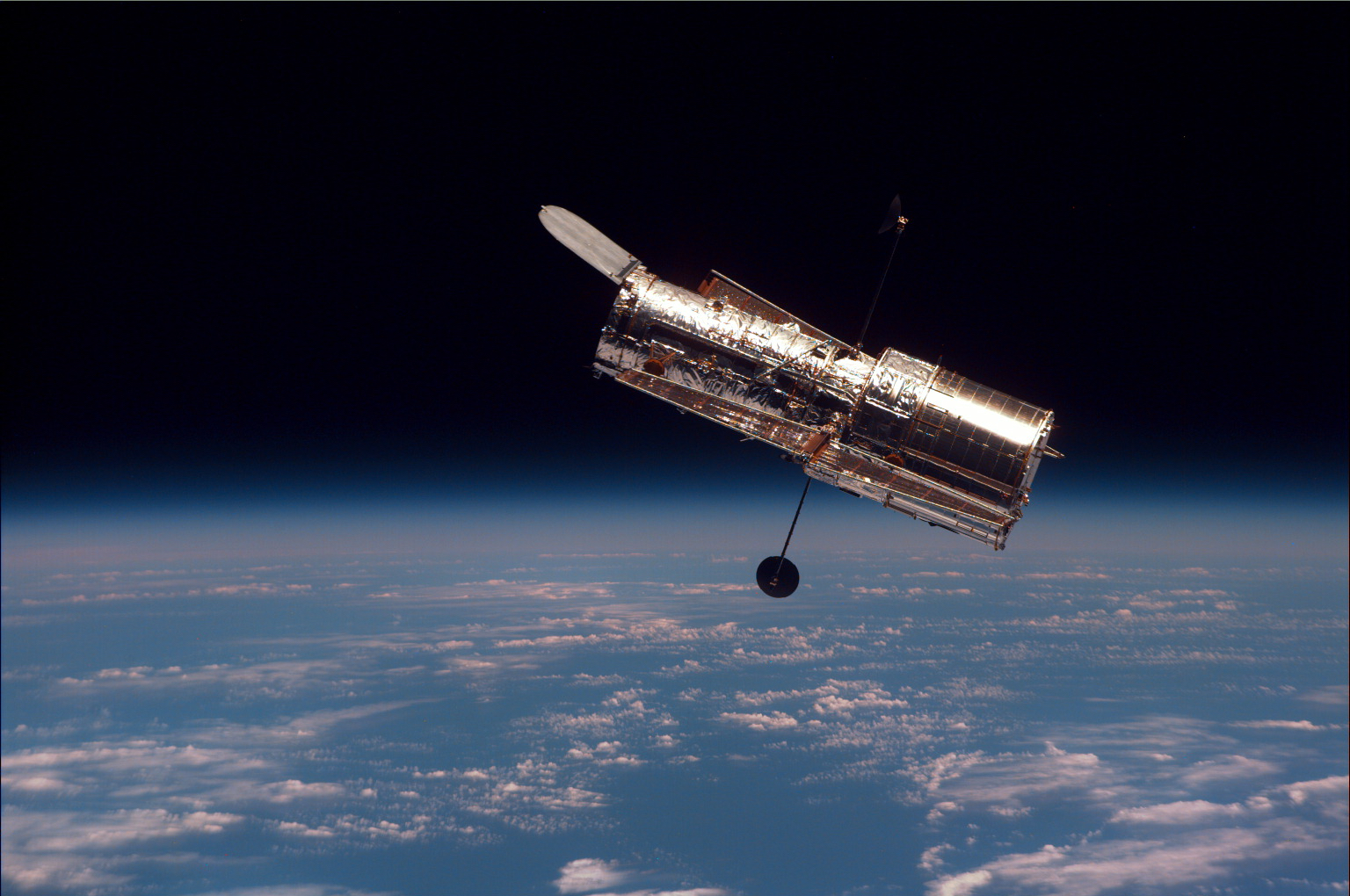
Rymdteleskopet Hubble är ett optiskt teleskop som placerats i omloppsbana runt jorden.

Teleskop, från grekiskans tele "fjärrseende", är en anordning som gör det möjligt att observera och avbilda små och ljussvaga astronomiska objekt. Det första enkla teleskopet eller kikaren byggdes av den nederländske linsmakaren Hans Lippershey i oktober 1608. Galileo Galilei förbättrade redan året efter väsentligt teleskopet. och han är den förste som man vet använt teleskop inom astronomin. Galilei kunde med teleskopet bekräfta Kopernikus teori om den heliocentriska världsbilden, från början av 1500-talet. Under 1800- och 1900-talet skedde en snabb utveckling av teleskopen. Teleskop som kunde se i andra våglängder än det synliga ljuset utvecklades, liksom radioteleskop och rymdteleskop. Begreppet teleskop myntades 1611 av den grekiske matematikern Giovanni Demisiani i samband med att Galilei förevisade instrumentet i Rom.

## Optiskt teleskop
Optiska teleskop används för ljus i och intill det synliga spektrumet. Ljuset samlas in och koncentreras med hjälp av linser och/eller speglar, på samma sätt som i en kikare. De två mest kända typerna av optiskt teleskop är refraktor och reflektor. En refraktor använder linser för att fokusera ljuset, medan en reflektor fokuserar ljuset med hjälp av speglar. Det finns även hybrider som kombinerar linser och speglar, vilket gör att de kan göras mindre. Hybridteleskop är i allmänhet dyrare och används främst av erfarna amatörastronomer.
Mindre optiska teleskop kallas även stjärnkikare.

## Radioteleskop
Radioteleskopet, som är en betydligt senare uppfinning, är avsett för strålning av längre våglängder. Istället för optik används antenner - oftast mycket stora parabolantenner - för att ta emot strålningen.

## Aktiv optik
Aktiv optik är en teknik för automatisk datorstyrd justering av huvudspegelns form och den sekundära spegelns läge i ett reflektorteleskop. Tekniken kompenserar för mekanisk deformation till följd av krafter orsakade av vind och vridning av teleskopet.

## Adaptiv optik
Adaptiv optik (AO) är en teknisk konstruktion som mäter och korrigerar snabbt varierande optisk distorsion som aberration för ett optiskt system under drift. Tekniken kan användas för att reducera atmosfärisk distorsion för teleskop.

### Tillämpning för stora teleskop
Markbaserade teleskop med flera meters diameter begränsas i sin upplösningsförmåga av atmosfärisk turbulens. Skärpan i bilderna kan emellertid återskapas med adaptiv optik som innebär att datorstyrda regulatorer snabbt justerar teleskopet. Tekniken används idag på många av världens stora teleskop.

### Fotnoter
1. ↑  Anderson, G: The telescope - It's history, technology and future, Princeton University Press (2007), Princeton, ISBN 978-0-691-12979-2, s.26
2. ↑  Anderson, G: The telescope - It's history, technology and future, Princeton University Press (2007), Princeton, ISBN 978-0-691-12979-2, s.27
3. ↑  Atle Naess, När jorden stod stilla. Galileo Galilei och hans tid. Stockholm 2007